# Armadillo Bears – Ein total chaotischer Haufen
Armadillo Bears – Ein total chaotischer Haufen ist ein US-amerikanischer Sportfilm aus dem Jahr 1991. Der Film wurde durch die wahre Begebenheit des Ponygate-Skandals inspiriert.

## Handlung
Das ungeschlagene Meisterschaftsfootballteam der Texas State University muss nach mehreren Skandalen, darunter Doping, Bestechung und Gewalt, aufgelöst werden. Die beiden idealistischen Trainer Ed Gennero und Wally Riggendorf werden engagiert, um einen Neustart mit College-Freshman zu starten. Doch weil diese sich als unfähig erweisen, sucht Riggendorf den ehemaligen Highschoolfootballstar Paul Blake auf, der nun als 34-jähriger Farmer sein Dasein fristet. Er musste einst, nach dem Tod seines Vaters, sein Collegestudium aufgeben, um den Familienbetrieb zu übernehmen. Da er trotz seines Alters immer noch als Freshman gilt, wird er der neue Quarterback des Teams. Für Blake gestaltet sich sein Collegeaufenthalt allerdings alles andere als einfach, denn einerseits wird er wegen seines Alters beäugt und andererseits weist ihn die schöne Dozentin Suzanne Carter ab, nachdem sie erfuhr, dass er ein Student ist.
Trotz der Sabotageversuche von Dean Phillip Elias schaffen es die Amaradillos ein halbwegs vernünftiges Team in ihrem ersten Saisonspiel gegen die South Texas Bobcats aufzustellen. Aber weil sich Blake gegen die Weisung Genneros wendet, wird er ausgewechselt und das Team verliert desaströs. Auch die anschließenden Spiele verlieren die Armadillos haushoch, weswegen die Stimmung umschlägt und nur noch ein ausgelassener Abend im Billy Bobs, bei Alkohol und Rodeo etwas Teamgeist schaffen kann. Kurz darauf erscheinen die ungeschlagenen University of Texas Colts, welche einen Streit mit den Armadillos anfangen. Durch diese wilde Prügelei wird nicht nur der Mannschaftszusammenhalt gefördert, sondern auch die Rivalität zu den Colts vertieft.
Nachdem man mit Lucy Draper, einer Fußballspielerin eine hervorragende Kickerin für das Team gewinnen konnte, schaffen es die Armadillos ihr erstes Spiel nicht zu verlieren. Dank ihres Kicks erreichen sie ein Unentschieden. Das Teamplay scheint wieder in Ordnung, die Spieler helfen sich gegenseitig bei den Prüfungen und Blake verbringt immer mehr Zeit mit Carter. Lediglich das letzte Spiel gegen die bisher unbesiegten Colts steht noch an. Nach einem Herzinfarkt Genneros treten sie ohne Chefcoach an und erleben eine peinliche erste Halbzeit, welche 21:0 für die Colts endet. Aber nachdem Riggendorf sie mit einer leidenschaftlichen Halbzeitansprache wieder motiviert, schaffen sie es auf 21:20 heranzukommen und gewinnen dank einer Two-Point Conversion mit 21:22 ihr letztes Saisonspiel.

## Kritik
Würde der Film den extrem wettbewerbsintensiven Sport des Collegefootball ins Lächerliche ziehen, meinte Stephen Holden in der New York Times, „könnte der Film vielleicht lustig sein“. Aber er könne sich nicht entscheiden, ob er „eine athletische Antwort auf Ich glaub’, mich tritt ein Pferd sei“ oder ein „kitschig inspiriertes Rocky“.
Obwohl Roger Ebert die Geschichte bereits aus unzähligen anderen Filmen kannte, meinte er in der Chicago Sun-Times, dass der Film einen „echten Charme“ entwickele, da er nicht mehr als einfache Unterhaltung bieten wolle.
Das Lexikon des internationalen Films meinte, dass der Film eine „vertraute Geschichte durchaus spannend und überzeugend erzählt.“

## Veröffentlichung
Der Film startete am 27. September 1991 in den US-Kinos und konnte 26,2 Mio. US-Dollar an den Kinokassen einspielen. In Deutschland wurde er am 3. Juni 1992 direkt auf VHS veröffentlicht und zum ersten Mal am 3. März 1995 auf Pro Sieben ausgestrahlt.